# August Meyszner
August Meyszner, född 3 augusti 1886 i Graz, död 24 januari 1947 i Belgrad, var en tysk Gruppenführer och generallöjtnant i polisen. I egenskap av Högre SS- och polischef i Belgrad var han en av de huvudansvariga för förintelsen i Serbien.
Meyszner beklädde flera höga ämbeten inom SS och polisen. Han var bland annat befälhavare för Ordnungspolizei i Oslo och Högre SS- och polischef i Serbien. Under Meyszners tid i Serbien mördades omkring 15 000 män, kvinnor och barn. Massmorden förövades bland annat med en gasvagn, som kördes från Zemun till Belgrad. Under resan kvävdes offren av fordonets avgaser.
I egenskap av SS-general var han närvarande, när Reichsführer-SS Heinrich Himmler höll ett tal i Posens stadshus den 4 oktober 1943. Inför 33 Obergruppenführer, 51 Gruppenführer och 8 Brigadeführer nämnde Himmler bland annat utrotningen av judarna.
Efter andra världskriget utlämnades Meyszner till Jugoslavien, där han tillsammans med Wilhelm Fuchs i december 1946 dömdes till döden för krigsförbrytelser. Han avrättades genom hängning i januari 1947.